# Sigbjørn Obstfelder

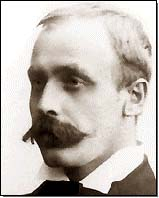
Sigbjørn Obstfelder

Sigbjørn Obstfelder (* 21. November 1866 in Stavanger; † 29. Juli 1900 in Kopenhagen) war ein norwegischer Schriftsteller und Lyriker. 
Seine Familie hatte wohl aus Norddeutschland stammende Vorfahren. Er war das achte von sechzehn Kindern, von denen nur sechs das Erwachsenenalter erreichten. Sein Vater, Herman Friedrik Obstfelder (1828–1906), war Handelsbäcker und gab ihm nur wenig Unterstützung. Seine Mutter, Serine Obstfelder (geb. Egelandsdal) (1836–1880) verstarb, als er 14 Jahre alt war, wodurch familiäre Probleme und der stets allgegenwärtige Tod zu beherrschenden Einflüssen seiner späteren literarischen Werke wurden.
Er studierte Philologie und Bautechnik in Kristiania (Oslo). In den Jahren 1890–91 war er als Bauingenieur in den USA tätig. Seine wahre Berufung fand er erst später, als er sich entschloss, sein Leben mit einer Wanderung durch Skandinavien zu verbringen.
Unter dem Einfluss der französischen Symbolisten und Søren Kierkegaards artikulierte Obstfelder in den rhythmisch-suggestiven Versen seiner frühen „Digte“ ein von Existenzangst geprägtes Weltbild. Sein Gefühl auf einen „falschen Planeten“ gekommen zu sein, ließ ihn nach mystischen Triebkräften des Daseins Ausschau halten. So entstanden viele seiner düsteren Werke. Nach einem in weiten Teilen von Armut geprägten Leben verstarb er mit nur 33 Jahren an Tuberkulose.
Auf Motive und Probleme aus den Obstfelder Dichtungen griff u. a. Rainer Maria Rilke zurück.

## Bibliographie
- Digte (Gedichte), 1893.
- To novelletter (Zwei Novellen), 1895.
- Korset (Roman), 1896.
- De røde dråber (Rote Tropfen) (Schauspiel), 1897.
- En præsts dagbog (Tagebuch eines Priesters/Pfarrers) (Roman), posth. 1900.
- Efterladte arbeider (Nachgelassene Werke), 1903.
- Samlede skrifter I-III(Gesammelte Schriften), 1950.